# Kanung állomás
Kanung (Ganeung) állomás föld feletti metróállomás a szöuli metró 1-es vonalán, 1987 óta. Egyúttal a hagyományos Kjongvon (Gyeongwon) vasútvonal állomása is. 

## Története
1961-ben épült eredetileg Karung állomás (가릉역, Gareung állomás) néven, 1963-ban azonban lebontották. 1987-ben nyílt meg újra Idzsongbu északi állomás (의정부북부역, Uijeongbu északi állomás) néven. 2006 óta Kanung (Ganeung) a neve.

## Viszonylatok
| 1-es vonal                                    | 1-es vonal                   | 1-es vonal                                        |
| --------------------------------------------- | ---------------------------- | ------------------------------------------------- |
| Nogjang (Nogyang) Szojoszan (Soyosan) felé    | Kjongvon (Gyeongwon) szakasz | Idzsongbu (Uijeongbu) Incshon (Incheon) felé      |
| Korail                                        |                              |                                                   |
| Idzsongbu (Uijeongbu) Jongszan (Yongsan) felé | Kjongvon (Gyeongwon) vonal   | Nogjang (Nogyang) Pengmagodzsi (Baengmagoji) felé |